# Río Palo Blanco
El río Palo Blanco se ubica al occidente de Panamá, específicamente al extremo oeste de la provincia de Chiriquí, adyacente a la frontera con Costa Rica. 
Su longitud es de 52 km, mientras que su cuenca hidrográfica se extiende unos 560 km². El río abarca gran parte del distrito de Barú y su cuenca desplaza la frontera de ambos países hacia el oeste, constituyendo en una lengua de tierra donde se ubica el punto más occidental de Panamá (Hito 60).